# Zapoteki
Zapoteki (Zoogocho Zapotec: Didxažoŋ) so avtohtoni prebivalci Mehike. Prebivalstvo je zgoščeno v južni zvezni državi Oaxaca, obstajajo pa zapoteške skupnosti tudi v sosednjih državah, kot tudi v tujini. Današnja populacija je ocenjena na približno 800.000 do 1.000.000, od katerih so mnogi enojezični v enem od avtohtonih zapoteških jezikov in narečij. V času pred Kolumbom je bila Zapoteška civilizacija ena izmed visoko razvitih kultur Mezoamerike, ki je med drugim poznala sistem pisanja. Mnogi Zapoteki so se izselili v ZDA že pred več desetletji, kjer vzdržujejo svoje lastne družbene organizacije na področju Los Angelesa in Central Valley v Kaliforniji.
Obstajajo štiri osnovne skupine Zapotekov: istmeños, ki živijo v južni ožini Tehuantepec , serranos, ki živijo v severnih gorah Sierra Madre de Oaxaca, južni Zapoteki, ki živijo v južnih gorah Sierra Sur in Zapoteki, ki živijo v in okoli centralne doline Oaxaca.

## Ime
Ime Zapotek je eksonim in prihaja iz jezika nahuatl tzapotēcah (ednina tzapotēcatl), kar pomeni "prebivalci kraja sapote". Zapoteki sami sebe kličejo Be'ena'a, kar pomeni "ljudje".
Zapoteki spremenijo svoje priimke na "zapote", da pokažejo svoje spoštovanje do svoje dediščine.

## Zgodovina
Prvi Zapoteki so prišli v Oaxaco iz severa, verjetno okrog leta 1000 pred našim štetjem. V predšpanskem obdobju so Zapoteki (Zapotecas) tvorili visoko razvito kulturo v južni Mehiki (Oaxaca). Prvi sledovi poselitve se lahko izsledijo do 1500 pr. n. št.. Središče njihovega kulturnega razvoja je bil Monte Albán. Že v prvi fazi razvoja Monte Albana so poznali pisavo in številske znake. V reliefu in na keramični umetnosti so vidni Olmeški vplivi. Mogoče je najti stele z vrezanimi portreti čudno spačenim človeških figur, tako imenovanih Danzantes (plesalci).
Doba razcveta kulture Zapotekov (300 do 900, Monte Alban III.) je bil viden vpliv Teotihuacana in se razvijal neodvisno. V keramiki so Zapoteki izdelovali mojstrske izdelke (vrče), ki so bili uporabljeni kot obredne vaze. Poleg tega, da so dosegle visoko stopnjo pri obdelavi kovin, kamna in peres. V grobnicah so ohranjene obarvane stenske poslikave.
V postklasičnem obdobju (10.-15. stoletje) so Zapoteki živel skupaj z Misteki, del območja poselitve je prišel pod njihov nadzor. Pred špansko osvojitvijo je bil sedež Zapoteške vlade v Zaachili, medtem ko je bila Mitla kultni center in rezidenca velikega duhovnika.
Najpomembnejši Zapotek je nekdanji predsednik Republike Mehike, Benito Juarez, ki je leta 1860 vodil boj proti Francozom pod Napoleonom III. in proti habsburžanu Maksimilijanu I.
Čeprav nikoli niso izpodrinili drugih ljudstev v celoti, so postali prevladujoča etnična skupina. 

## Kultura

### Jezik
Jezikovna skupina Zapotekov je sestavljena iz več kot 60 različic, kot tudi tesno povezana s Chatino jezikom. Glavna varianta je Isthmus Zapotec, ki se govori na obalnih pacifiških ravnicah južne Oaxace na ožini Tehuantepec.

### Religija
Čeprav so Zapoteki zdaj večinoma katoliki, je nekaj njihovih starih prepričanj in praks, kot je pokop mrtvih z dragocenostmi, še vedno ohranjen. Prvi misijonarji med Zapoteki so bili Bartolomé de Olmeda, Mercedarian in Juan Díaz, posvetni duhovnik, ki so ga ubili domačini v Quechula blizu Tepeaca zaradi »strmoglavljenja njihovih idolov«.